# Жутич, Милош
Милош Жутич (16 ноября 1939, Белград — 30 августа 1993, Белград) — югославский, сербский актёр театра, кино и телевидения.

## Биография
Родился в семье педагогов. В школьные годы играл в любительских театрах. Окончил Факультет драматического искусства Академии театра, кино, радио и телевидения в Белграде. Ученик Огненки Миличевич.
Играл на сценах Национального театра в Белграде, Югославского драматического театра, театра «Ателье 212» , Национального театра в Нише, Национального театра в Сомборе, Студенческого театра и других. Исполнил более 85 ролей.
С 1960 по 1992 год снялся в более, чем 115 кино-, телефильмах и сериалах.
Был женат на актрисах Светлане Бойкович и Огнянке Огнянович.
Похоронен на Аллее почётных граждан Нового кладбища Белграда.

## Избранная фильмография
- 1989 — Битва на Косовом поле — Лазарь Хребелянович
- 1988 — Забытый
- 1985 — Красная казарма
- 1985 — Бал на воде — Кича
- 1981 — Цена искушения
- 1981 — Какая-то другая женщина
- 1979 — Господин Димкович — Стойович, начальник управления культуры
- 1978 — На грани провала — Йован-Ханс
- 1978 — Агент
- 1977 — Домашняя терапия — Вита
- 1975 — Жизнь прекрасна
- 1968 — Бег — Крапилин, ординарец
- 1962 — Медальон с тремя сердцами — Душко
- 1960 — Любовь и мода — Джова

## Награды
- 1974 — «Октябрьская премия» города Белграда,
- 1982 — Премия театров Воеводины,
- 1983 — Премия на Театральном фестивале в Младеновац,
- 1987 — Золотая медаль фестиваля монодрамы и пантомимы в Земуне и др.

## Память
- В 1994 году учреждена Премия Милоша Жутича за лучшее актёрское достижение в прошедшем театральном сезоне.
- В 2009 году почта Сербии выпустила почтовую марку с его изображением.